# گاز

رفتار ذرات در فاز گاز (اتم‌ها، مولکول‌ها، یا یون‌ها) در غیاب میدان الکتریکی آزادانه در هر سو حرکت می‌کنند.

گاز (به انگلیسی: Gas) از حالت‌های ماده میان شش حالت ممکن (جامد، مایع، گاز، پلاسما، چگالش بوز-انیشتین و چگال فرمیونی) است. گاز در واقع یک مایع قابل تراکمی است که نه تنها به شکل ظرف خود در می‌آید؛ بلکه حجم خود را تا پر کردن آن ظرف نیز گسترش خواهد داد.
وابستگی حرکت اتم‌ها یا مولکول‌های ماده از یکدیگر در حالت گاز، بسیار کم‌تر از حالت‌های جامد یا مایع است. در این حالت از ماده، فاصله‌های مولکول‌ها از یکدیگر بسیار زیاد است و به همین دلیل، نیروهای برهم‌کنش مولکولی در آن، بسیار اندک هستند. همین فاصلهٔ زیاد بین ذرات است که گاز را از مایع و جامد، متمایز می‌کند. این جدایی باعث می‌شود که گاز معمولاً بی‌رنگ و نامرئی در نگاه انسان مشاهده گردد. یک نمونهٔ بسیار شناخته شدهٔ گاز بخار آب است.
در حالت گازی نیز مولکولها به‌صورت کاتوره‌ای (Random) حرکت می‌کنند؛ اما از آنجا که فاصلهٔ آنها از یکدیگر زیاداست تعداد برخوردهای میان آن‌ها بسیار کم‌تر از حالت‌های دیگر ماده‌است.
گازها نیز مانند مایعات و پلاسما از شاره‌ها هستند.
زیرشاخه‌ای از فیزیک که به بررسی رفتار گازها در مقیاس ماکروسکپیک می‌پردازد ترمودینامیک نام دارد.
گاز خالص ممکن است از اتم ساخته شده‌باشد (مانند نئون)، یا مولکول دواتمی از یک نوع اتم (مانند اکسیژن)، یا مولکول ترکیبی ساخته شده از اتم‌های مختلف (مانند دی‌اکسید کربن).
تعریف جزر میانگین مربّعی سرعت ذرّات گاز:
براساس جرم مولی، ضریب اتمیسیته، دما و دیگر  پارامترهای محیطی، سرعت ذرّات یک گاز تفاوت می‌کند.
حتّی سرعت ذرّات یک گاز با گاز دیگر در دما و فشار برابر، برابر نیست.
با تحلیل ابعادی می‌توان سرعتی برای ذرّات گاز در نظر گرفت که سرعت نرمال یا جذر میانگین مربّعی سرعت نامیده می‌شود.

## رفتار گازها در شرایط مختلف
رفتار گازها به‌طور چشمگیری به دما، فشار و حجم بستگی دارد. در شرایط دما و فشار معمول، گازها از قانون‌های گاز ایده‌آل پیروی می‌کنند؛ با این حال، در فشارهای بالا یا دماهای پایین، انحراف‌هایی از این قانون رخ می‌دهد. این انحراف به دلیل اثرات بین‌مولکولی و حجم خود مولکول‌هاست که در نظریه گاز ایده‌آل نادیده گرفته می‌شود. برای توصیف دقیق‌تر رفتار گازها در این شرایط، از معادلاتی مانند معادله واندرووالس استفاده می‌شود.

### قانون‌های گاز ایده‌آل
گاز ایده‌آل گازی فرضی است که ذرات آن بدون حجم و بدون نیروی جاذبه یا دافعه فرض می‌شوند. مهم‌ترین روابط حاکم بر گازهای ایده‌آل عبارت‌اند از:
- قانون بویل (Boyle’s Law): در دمای ثابت، حجم گاز با فشار آن رابطه معکوس دارد.
- قانون شارل (Charles’s Law): در فشار ثابت، حجم گاز با دمای مطلق رابطه مستقیم دارد.
- قانون آووگادرو: در دما و فشار مساوی، حجم مساوی از هر گاز دارای تعداد مساوی مولکول است.
- قانون گاز کامل (معادله حالت گاز ایده‌آل):   PV=nRT  که در آن: P: فشار، V: حجم، n: تعداد مول، R: ثابت جهانی گازها، و T: دمای مطلق است.

### گازهای حقیقی
در واقعیت، هیچ گازی کاملاً ایده‌آل نیست. در گازهای حقیقی، حجم ذرات گاز و نیروهای بین‌مولکولی نقش مهمی ایفا می‌کنند. به‌ویژه در دماهای پایین و فشارهای بالا، گازها از رفتار ایده‌آل منحرف می‌شوند. برای درک بهتر این انحرافات، دانشمندان از مدل‌هایی مانند گاز واندروالس، گاز ردلیش-کوانگ و مدل‌های پیشرفته‌تر ترمودینامیکی استفاده می‌کنند.

### کاربردهای گازها
گازها در طیف وسیعی از صنایع و فرآیندهای علمی کاربرد دارند. برخی از مهم‌ترین کاربردهای گازها عبارت‌اند از:
- در پزشکی: استفاده از گازهایی مانند نیتروس اکساید برای بی‌حسی و اکسیژن برای تنفس مصنوعی.
- در صنعت: به‌کارگیری گازهایی مانند نیتروژن، دی‌اکسید کربن و هیدروژن در صنایع غذایی، پتروشیمی و فلزکاری.
- در جوّ زمین: ترکیب گازهای جوی نقش اساسی در پایداری دمای زمین دارد و پدیده‌هایی مانند اثر گلخانه‌ای را توضیح می‌دهد.
- در آزمایشگاه‌ها: گازهای بی‌اثر مانند آرگون و هلیوم در محیط‌های واکنش‌پذیر به‌عنوان محیط‌های خنثی استفاده می‌شوند.

### طبقه‌بندی گازها
از منظر علمی، گازها را می‌توان به چند دسته اصلی تقسیم کرد:
- گازهای نجیب: شامل هلیم، نئون، آرگون، کریپتون، زنون و رادون که واکنش‌پذیری بسیار پایینی دارند.
- گازهای گلخانه‌ای: مانند CO₂، CH₄، و N₂O که در به دام افتادن گرمای زمین نقش دارند.
- گازهای سمی: مانند کلر، آمونیاک و گاز خردل که برای انسان و محیط‌زیست خطرناک‌اند.
- گازهای صنعتی: نظیر استیلن، اکسیژن، نیتروژن، که در فرآیندهای فنی کاربرد دارند.

### ویژگی‌های فیزیکی گازها
ویژگی‌های مهم گازها عبارت‌اند از:
- قابلیت تراکم‌پذیری بالا: گازها را می‌توان با فشار زیاد فشرده کرد.
- انبساط سریع: در صورت حذف فشار، گازها بلافاصله منبسط می‌شوند.
- پراکندگی سریع: به دلیل حرکت تصادفی مولکول‌ها، گازها در محیط به سرعت منتشر می‌شوند.
- نداشتن شکل و حجم ثابت: گازها همواره شکل و حجم ظرف خود را به خود می‌گیرند.